# Tinghir
Tinghir (arabiska: تنغير) är en stad i Marocko. Den ligger i provinsen med samma namn och regionen Drâa-Tafilalet, 300 km söder om huvudstaden Rabat. Antalet invånare var 42 044 vid folkräkningen 2014.